# Сирохи (округ)
Сирохи (англ. Sirohi) — один из самых маленьких по площади округов в индийском штате Раджастхан. Расположен на юго-западе штата. Образован в 1948 году. Разделён на три подокруга. Административный центр округа — город Сирохи. На территории округа расположено популярное туристическое место Маунт Абу.
Согласно всеиндийской переписи 2001 года население округа составляло 850 736 человек. Уровень грамотности взрослого населения составлял 54,39 %, что ниже среднеиндийского уровня (59,5 %).